# 永原和可那
永原 和可那（ながはら わかな、1996年1月9日 - ）は、日本の女子バドミントン選手である。所属は北都銀行（秋田県）。

## 人物
北海道河西郡芽室町出身。芽室町立芽室小学校、芽室町立芽室中学校を経て青森山田高等学校に進む。
小学校からバドミントンを始め、2007年の第15回全国小学生バドミントン選手権大会（大分県別府市）5年の部女子ダブルスに出場経験があり、その時は1回戦敗退であった。
芽室町立芽室中学校時代は、2010年の全国中学生バドミントン選手権大会女子シングルスに出場し、3回戦敗退の記録が残っている。
中学校卒業後、青森山田高等学校に進学、2013年の北部九州インターハイ（全国高等学校総合体育大会）では宮浦玲奈とダブルスのペアを組み、団体戦では福島県立富岡高等学校との決勝で大堀彩&東野有紗組を破るなどして3-0で団体戦優勝を飾り、女子ダブルスでは決勝で櫻本絢子＆寺田桃香（九州国際大学付属高等学校）を下して優勝を飾っている。
高等学校卒業後、北都銀行へ就職して同社人事部に勤務する傍ら、バドミントン部に所属。北都銀行入り後は同じ学年の松本麻佑とペアを組むようになり、2016年に日本B代表に選出されたことで国際試合にも出るようになる。
2017年の全日本総合バドミントン選手権大会で準決勝へ進み3位に入賞した。これが評価されて2018年度バドミントン日本代表（A代表）に昇格となった。
2018年になると全英オープンで3位に入賞すると、2018年世界バドミントン選手権大会（中華人民共和国・南京市）では当初出場メンバーに入っていなかったが、他国選手の出場辞退に伴い繰り上がりで出場が決まる。本戦ではリオデジャネイロオリンピック優勝の高橋礼華&松友美佐紀組に勝つなど勢いに乗り、決勝では過去6戦6敗だった福島由紀&廣田彩花組と対戦、フルセットにもつれ込む熱戦で一度は相手組にマッチポイントを握られるがこれをしのいでセットカウント2-1で勝利し、日本選手で41年ぶりとなる世界選手権制覇を初優勝で飾った。
2019年には4月のアジア選手権に出場し、27日の決勝で敗れたものの準優勝。30日付の世界ランキングでは初の1位となった。5月18日には8月の2019年世界バドミントン選手権大会（スイス・バーゼル）の代表に選出された。5月19日から26日まで開催されたスディルマンカップでは、決勝に進んだが中国に敗れ、準優勝に終わった。8月の世界バドミントン選手権大会（スイス・バーゼル）では、順当に勝ち進み、25日の決勝では福島由紀&廣田彩花組と2年連続の顔合わせとなった。決勝ではセットカウント2-1の接戦を制し、連覇を飾った。日本勢の2連覇は全種目を通じて初めてとなる。9月、松本とともに道民栄誉賞を受賞。
11月25日から開催された第73回全日本総合バドミントン選手権大会では、12月1日の決勝で同大会3連覇を狙う福島由紀&廣田彩花組と対戦、セットカウント2-1の接戦を制し同大会初優勝を飾った。
2020年東京オリンピックバドミントン女子ダブルスに松本とペアを組んで出場し、1次リーグで3連勝し準々決勝まで進んだが、韓国の金昭映、孔熙容組にセットカウント1-2で敗れ4強入りはならなかった。